# Біґфорк (Міннесота)
Біґфорк (англ. Bigfork) — місто (англ. city) в США, в окрузі Ітаска штату Міннесота. Населення — 400 осіб (2020).

## Географія
Біґфорк розташований за координатами 47°44′43″ пн. ш. 93°39′10″ зх. д. / 47.74528° пн. ш. 93.65278° зх. д. (47.745305, -93.652757).  За даними Бюро перепису населення США в 2010 році місто мало площу 4,68 км², з яких 4,60 км² — суходіл та 0,09 км² — водойми.

## Демографія
Згідно з переписом 2010 року, у місті мешкало 446 осіб у 195 домогосподарствах у складі 102 родин. Густота населення становила 95 осіб/км².  Було 241 помешкання (51/км²).
Расовий склад населення:
| - 97,1 % — білих - 1,1 % — корінних американців - 0,7 % — чорних або афроамериканців - 0,4 % — азіатів |

До двох чи більше рас належало 0,7 %. Частка іспаномовних становила 0,4 % від усіх жителів.
За віковим діапазоном населення розподілялося таким чином: 17,9 % — особи молодші 18 років, 48,0 % — особи у віці 18—64 років, 34,1 % — особи у віці 65 років та старші. Медіана віку мешканця становила 51,3 року. На 100 осіб жіночої статі у місті припадало 93,1 чоловіків;  на 100 жінок у віці від 18 років та старших — 86,7 чоловіків також старших 18 років.
Середній дохід на одне домашнє господарство  становив 55 734 долари США (медіана — 27 083), а середній дохід на одну сім'ю — 104 624 долари (медіана — 48 333). За межею бідності перебувало 19,2 % осіб, у тому числі 31,0 % дітей у віці до 18 років та 18,7 % осіб у віці 65 років та старших.
Цивільне працевлаштоване населення становило 128 осіб. Основні галузі зайнятості: освіта, охорона здоров'я та соціальна допомога — 28,1 %, виробництво — 17,2 %, фінанси, страхування та нерухомість — 13,3 %.